# Eric Lindholm
Eric "Kirre" Lindholm (ursprungligen Erik Magnus Lindholm), född den 11 mars 1888 i Johannes församling i Stockholm, död den 13 juli 1929 i Borås (vid tiden bosatt i Katarina församling i Stockholm), var en svensk skådespelare och revyartist.

## Biografi
Lindholm var engagerad som revyskådespelare hos Emil Norlander och sedan hos Ernst Rolf. Han verkade även som estradartist på olika scener. Lindholm avled i samband med en revyföreställning på Bergsäters sommarteater i Borås. Dödsorsaken var hjärtförlamning. Lindholm har av Bengt Haslum beskrivits som "en av den svenska revyns största komiska krafter".
Lindholm var gift med skådespelaren Hildur Lindholm, född Björkqvist. Han var far till musikern Olle Lindholm.

## Filmografi
- 1912 – Ett hemligt giftermål eller Bekännelsen på dödsbädden
- 1912 – Dödsritten under cirkuskupolen
- 1913 – Ingeborg Holm
- 1913 – Lady Marions sommarflirt
- 1913 – Löjen och tårar
- 1913 – Den moderna suffragetten
- 1914 – Halvblod
- 1914 – För sin kärleks skull
- 1914 – Bra flicka reder sig själv
- 1914 – Bröderna
- 1915 – Det var i maj
- 1915 – Högsta vinsten
- 1915 – Patriks äventyr
- 1915 – Strejken
- 1915 – Hämnden är ljuv
- 1915 – Hjälte mot sin vilja
- 1917 – Tösen från Stormyrtorpet
- 1917 – Thomas Graals bästa film
- 1917 – Alexander den Store
- 1919 – Åh, i morron kväll
- 1919 – Ingmarssönerna
- 1920 – Robinson i skärgården
- 1923 – Andersson, Pettersson och Lundström
- 1924 – Den förgyllda lergöken
- 1962 – Fåfängans marknad (återanvänd scen ur Patriks äventyr ovan)

## Teater

### Roller (ej komplett)

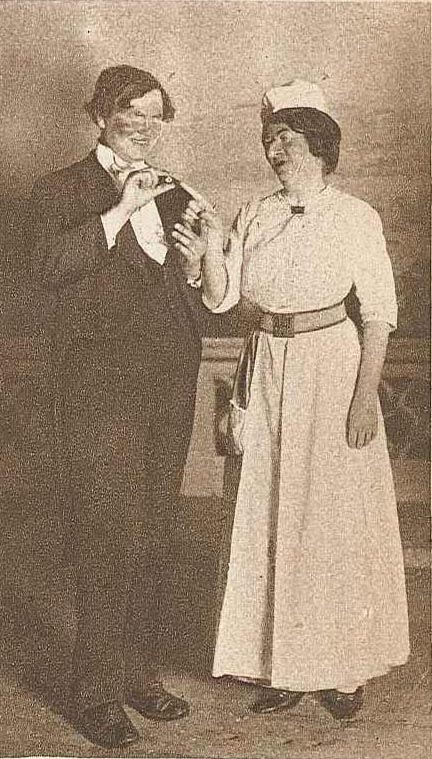
Kirre Lindholm och Stassa Wahlgren i Emil Norlanders revy Stockholmsjobb på Södra teatern nyåret 1916.

| År   | Roll                      | Produktion                                                                      | Regi             | Teater           |
| ---- | ------------------------- | ------------------------------------------------------------------------------- | ---------------- | ---------------- |
| 1911 |                           | Krigarliv, revy Emil Norlander                                                  | Justus Hagman    | Kristallsalongen |
| 1912 |                           | Stockholmsgreker, eller Olympen-Stadsgården-Stadion, revy Emil Norlander        | Axel Ringvall    | Kristallsalongen |
| 1915 |                           | Restaurant Pumpen, eller Tjocka Berthas bröllop, revy Emil Norlander            | Emil Adami       | Kristallsalongen |
| 1916 |                           | Pinetdrottningen, eller Stockholmskannibaler på krigsstråt, revy Emil Norlander | Axel Hultman     | Kristallsalongen |
| 1917 | Rimberger, skriftställare | Nybroplan 2 Oscar Engel och A.F.V Körber                                        | Axel Hultman     | Södra Teatern    |
| 1918 | Pippilander               | Tokstollar, revy Emil Norlander                                                 |                  | Södra Teatern    |
| 1919 |                           | Kör till Kristallen!, revy                                                      | Oscar Wennersten | Kristallsalongen |
| 1921 | Medverkande               | Denna sida opp, revy Karl-Ewert och Karl Gerhard                                | Olle Nordmark    | Folkteatern      |
| 1921 |                           | Lola Rudolf Bernauer och Rudolf Schanzer                                        |                  | Folkteatern      |
| 1922 | Medverkande               | Med Folkan för fosterlandet, revy Karl-Ewert och G.V. Nordensvan                | Hjalmar Peters   | Folkteatern      |
| 1922 |                           | Med pukor och trumpeter, revy Karl-Ewert                                        |                  | Kristallsalongen |
| 1926 | Medverkande               | Kör till Södran, revy                                                           |                  | Södra Teatern    |
| 1927 |                           | Som i ungdomens vår Walter Kollo och Willy Bredschneider                        | Arvid Petersén   | Södra Teatern    |
| 1927 | Hovmästare Ängel          | När oskulden sover Johann Strauss den yngre, Oskar Friedman och Fritz Lunzer    | Thure Alfe       | Södra Teatern    |